# Amaranthus tricolor
Amarante tricolore
Espèce
Classification APG III (2009)
Synonymes
- Amaranthus gangeticus L.
- Amaranthus gangeticus var. angustior Bailey
- Amaranthus inamoenus Willd.
- Amaranthus mangostanus L.
- Amaranthus melancholicus L.
- Amaranthus polygamus L.
- Amaranthus polygamus Roxb.
- Amaranthus retroflexus L. - nom correct[1]

- Amaranthus tricolor var. tristis (L.) Thell.
- Amaranthus tristis L.
- Amaranthus tristis Willd.[2]

L'Amarante tricolore ou Amarante fournaise (Amaranthus tricolor) est une espèce de plante annuelle de la famille des Amaranthacées (ou des Chénopodiacées selon la classification classique de Cronquist (1981)). Elle est parfois dénommée Joseph's coat (= manteau de Joseph) du nom de la figure biblique de Joseph qui est dit avoir porté un manteau de plusieurs couleurs.
Elle est cultivée comme plante ornementale, car elle présente des feuilles avec trois couleurs vives : vert, rouge et jaune.
Elle est originaire d'Amérique du Sud mais se retrouve dans de nombreuses régions du monde car son processus de photosynthèse est particulièrement efficace.
Les feuilles et les tiges peuvent être consommées en salade. Elles sont consommées cuites en Afrique et bouillies en Chine et au Japon.
Elle est consommée en Inde en été, car c'est une des rares espèces à résister à la chaleur intense de cette période. Ainsi que pour ses apports en minéraux.

## Description
Elle atteint une hauteur d'1,2 mètre. Ce sont bien les feuilles qui donnent ses couleurs et non pas ses fleurs.

## Culture
Un emplacement ensoleillé est nécessaire pour que la plante présente des couleurs vives, mais elle supporte aussi un emplacement semi-ombragé. Elle apprécie la chaleur et supporte la sécheresse. Un excès d'engrais fait disparaitre les couleurs vives. Un tuteurage est nécessaire vu la hauteur de la plante.
La multiplication par graine est facile, la plante pouvant d'ailleurs devenir invasive.